# David Pokorný (fotbalista)
David Pokorný (* 29. ledna 1989 Praha) je český fotbalový brankář, od roku 2012 působící v FK Viktoria Žižkov.

## Klubová kariéra
Svoji fotbalovou kariéru začal v FC Hájích, kde se postupně dostal do AC Sparta Praha zde hrál za D a C dorost ze Sparty odešel do Meteoru Praha, kde strávil jeden rok a poté šel hrát do FK Mladá Boleslav, kde strávil dva roky. po Mladé Boleslavi šel do FC Jílové odkud přestoupil po roce do SK Slavia Praha po dvouleté smlouvě se vrátil zpět na rok do FC Jílové a v roce 2012 přestoupil do FK Viktoria Žižkov po tříletém působení přestoupil do SSV Jahn Regensburg s kterým postoupil do 3 ligy.
Aktuálně působí ve 4 ligovém Neugensdorfu.